# Đinh Phế Đế
 (octobre 2018).
Si vous disposez d'ouvrages ou d'articles de référence ou si vous connaissez des sites web de qualité traitant du thème abordé ici, merci de compléter l'article en donnant les références utiles à sa vérifiabilité et en les liant à la section « Notes et références ».
Đinh Phế Đế, né sous le nom Đinh Toàn ou Đinh Tuệ, en 974 et mort en 1001 est l'empereur du Đại Cồ Việt (ancêtre du Viêt Nam) de 979 à 980 et le dernier représentant de la dynastie Đinh.